# John S. Henderson

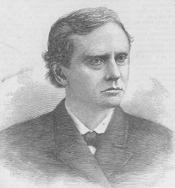
John S. Henderson

John Steele Henderson (* 6. Januar 1846 bei Salisbury, Rowan County, North Carolina; † 9. Oktober 1916 ebenda) war ein US-amerikanischer Politiker. Zwischen 1885 und 1895 vertrat er den Bundesstaat North Carolina im US-Repräsentantenhaus.

## Werdegang
John Henderson besuchte zunächst eine Privatschule in Melville und studierte dann zwischen Januar 1862 und November 1864 an der University of North Carolina in Chapel Hill. Im November 1864 brach er das Studium ab, um während der Endphase des Bürgerkrieges im Heer der Konföderation zu dienen. Im Jahr 1865 machte er dann seinen Abschluss an der University of North Carolina.
Nach einem anschließenden Jurastudium und seiner 1866 erfolgten Zulassung als Rechtsanwalt begann er als Jurist zu arbeiten. Zwischen 1866 und 1868 war er Grundbuchbeamter (Register of Deeds) im Rowan County. Im Jahr 1875 nahm Henderson als Delegierter an einer Versammlung zur Überarbeitung der Staatsverfassung teil. Politisch war er Mitglied der Demokratischen Partei. Im Jahr 1876 saß er als Abgeordneter im Repräsentantenhaus von North Carolina; 1878 gehörte er dem Staatssenat an. 1881 war Henderson einer von drei Männern, die mit der Überarbeitung der Staatsgesetze von North Carolina beauftragt wurden. Im Jahr 1884 fungierte er als Richter am Inferior Court im Rowan County.
Bei den Kongresswahlen des Jahres 1884 wurde Henderson im siebten Wahlbezirk von North Carolina in das US-Repräsentantenhaus in Washington, D.C. gewählt, wo er am 4. März 1885 die Nachfolge von Tyre York antrat. Nach vier Wiederwahlen konnte er bis zum 3. März 1895 fünf Legislaturperioden im Kongress absolvieren; ab 1891 war er Vorsitzender des Postausschusses. Nach seinem Ausscheiden aus dem US-Repräsentantenhaus praktizierte John Henderson als Anwalt in Salisbury. In den Jahren 1900 und 1902 wurde er erneut in den Senat von North Carolina gewählt. Im Jahr 1900 war er auch Mitglied im Stadtrat. Er starb am 9. Oktober 1916 in Salisbury, wo er auch beigesetzt wurde.